# Celemim
Celemim é uma medida agrária utilizada em algumas partes da Espanha antes da adoção obrigatória do Sistema Métrico Decimal.
Podia referir-se tanto a uma medida de capacidade volumétrica quanto superficial. Capacidade: usada sobretudo para sementes e grãos. Em Castela, equivalia um pouco mais de 4,6 dm³ (litros). Podiam dividir-se em quatro quartilhos. Doze celimins faziam uma fanega, seis celemins, uma média fanega ou um quarto, cinco celimins uma hemina, três celemins uma quartilha (quarto de fanega).Superfície: era utilizada para se medir a superfície de terrenos agrícolas. Correspondia a 537 m², sendo o terreno correspondente a uma uma área para se plantar em celemim volumétrico de trigo.